# Mark Scheifele
Pour les articles homonymes, voir Scheifele.
Mark Scheifele (né le 15 mars 1993 à Kitchener, dans la province de l'Ontario au Canada) est un joueur professionnel canadien de hockey sur glace. Il évolue au poste de centre.

## Carrière

### Junior
En 2008-2009, Scheifele fait partie des Rangers Juniors moins de 16 ans de Kitchener, sa ville natale. Avec 39 points, il est le meilleur réalisateur de son équipe. Lors de la saison suivante, il joue pour les Dutchmen de Kitchener qui évoluent dans la Greater Ontario Junior Hockey League avant de rejoindre les Colts de Barrie de la Ligue de hockey de l'Ontario (LHO) pour la saison 2010-2011. Il fait aussi partie de l'équipe nationale canadienne qui participe au Championnat du monde junior des moins de 18 ans.

### Professionnel
En 2011, il devient le premier choix de l'histoire des nouveaux Jets de Winnipeg. Il marque son premier but en carrière dans la LNH le 19 octobre 2011 contre James Reimer des Maple Leafs de Toronto. Après sept matchs, il retourne dans la LHO pour les Colts de Barrie.
En 2012, après que les Colts aient été éliminés des séries éliminatoires de la LHO, il a été invité par les Jets pour rejoindre leur filiale de la Ligue américaine de hockey (LAH), les IceCaps de Saint-Jean pour les séries éliminatoires de la Coupe Calder. 
En 2021, lors du premier match du deuxième tour des séries éliminatoires de la Coupe Stanley, Scheifele écope d'une suspension de quatre matchs pour « assaut » à l'endroit de Jake Evans des Canadiens de Montréal.

## Statistiques

### Statistiques en club
| Saison     | Équipe                | Ligue      |     | Saison régulière | Saison régulière | Saison régulière | Saison régulière | Saison régulière |    | Séries éliminatoires | Séries éliminatoires | Séries éliminatoires | Séries éliminatoires | Séries éliminatoires |
| Saison     | Équipe                | Ligue      | PJ  | B                | A                | Pts              | Pun              | PJ               | B  | A                    | Pts                  | Pun                  |                      |                      |
| 2009-2010  | Dutchmen de Kitchener | GOJHL      | 51  | 18               | 37               | 55               | 20               | 5                | 0  | 3                    | 3                    | 6                    |                      |                      |
| 2010-2011  | Colts de Barrie       | LHO        | 66  | 22               | 53               | 75               | 35               | -                | -  | -                    | -                    | -                    |                      |                      |
| 2011-2012  | Jets de Winnipeg      | LNH        | 7   | 1                | 0                | 1                | 0                | -                | -  | -                    | -                    | -                    |                      |                      |
| 2011-2012  | Colts de Barrie       | LHO        | 47  | 23               | 40               | 63               | 36               | 13               | 5  | 7                    | 12                   | 12                   |                      |                      |
| 2011-2012  | IceCaps de Saint-Jean | LAH        | -   | -                | -                | -                | -                | 10               | 0  | 1                    | 1                    | 2                    |                      |                      |
| 2012-2013  | Colts de Barrie       | LHO        | 45  | 39               | 40               | 79               | 30               | 21               | 15 | 26                   | 41                   | 14                   |                      |                      |
| 2012-2013  | Jets de Winnipeg      | LNH        | 4   | 0                | 0                | 0                | 0                | -                | -  | -                    | -                    | -                    |                      |                      |
| 2013-2014  | Jets de Winnipeg      | LNH        | 63  | 13               | 21               | 34               | 14               | -                | -  | -                    | -                    | -                    |                      |                      |
| 2014-2015  | Jets de Winnipeg      | LNH        | 82  | 15               | 34               | 49               | 24               | 4                | 0  | 1                    | 1                    | 4                    |                      |                      |
| 2015-2016  | Jets de Winnipeg      | LNH        | 71  | 29               | 32               | 61               | 48               | -                | -  | -                    | -                    | -                    |                      |                      |
| 2016-2017  | Jets de Winnipeg      | LNH        | 79  | 32               | 50               | 82               | 38               | -                | -  | -                    | -                    | -                    |                      |                      |
| 2017-2018  | Jets de Winnipeg      | LNH        | 60  | 23               | 37               | 60               | 18               | 17               | 14 | 6                    | 20                   | 10                   |                      |                      |
| 2018-2019  | Jets de Winnipeg      | LNH        | 82  | 38               | 46               | 84               | 38               | 6                | 2  | 3                    | 5                    | 8                    |                      |                      |
| 2019-2020  | Jets de Winnipeg      | LNH        | 71  | 29               | 44               | 73               | 45               | 1                | 0  | 0                    | 0                    | 0                    |                      |                      |
| 2020-2021  | Jets de Winnipeg      | LNH        | 56  | 21               | 42               | 63               | 12               | 5                | 2  | 3                    | 5                    | 17                   |                      |                      |
| 2021-2022  | Jets de Winnipeg      | LNH        | 67  | 29               | 41               | 70               | 23               | -                | -  | -                    | -                    | -                    |                      |                      |
| 2022-2023  | Jets de Winnipeg      | LNH        | 81  | 42               | 26               | 68               | 43               | 4                | 1  | 0                    | 1                    | 4                    |                      |                      |
| 2023-2024  | Jets de Winnipeg      | LNH        | 74  | 25               | 47               | 72               | 57               | 5                | 2  | 4                    | 6                    | 0                    |                      |                      |
| Totaux LNH | Totaux LNH            | Totaux LNH | 797 | 297              | 420              | 717              | 360              | 42               | 21 | 17                   | 38                   | 43                   |                      |                      |

### Statistiques en équipe nationale
| Année | Équipe                  | Compétition                         |    | PJ | B | A | Pts | Pun | +/-                |  | Résultat |
| 2011  | Canada -18 ans          | Championnat du monde junior -18 ans | 7  | 6  | 2 | 8 | 2   | +1  | 4e place           |  |          |
| 2012  | Canada junior           | Championnat du monde junior         | 6  | 3  | 3 | 6 | 0   | +2  | Médaille de bronze |  |          |
| 2013  | Canada junior           | Championnat du monde junior         | 6  | 5  | 3 | 8 | 2   | +1  | 4e place           |  |          |
| 2014  | Canada                  | Championnat du monde                | 8  | 6  | 2 | 8 | 4   | +3  | 5e place           |  |          |
| 2016  | Canada                  | Championnat du monde                | 9  | 4  | 5 | 9 | 8   | +8  | Médaille d'or      |  |          |
| 2016  | Équipe Amérique du Nord | Coupe du monde                      | 3  | 0  | 1 | 1 | 2   | 0   | 5e place           |  |          |
| 2017  | Canada                  | Championnat du monde                | 10 | 3  | 5 | 8 | 8   | +1  | Médaille d'argent  |  |          |